# Ріроріро короткодзьобий
Ріроріро короткодзьобий (Smicrornis brevirostris) — вид горобцеподібних птахів родини шиподзьобових (Acanthizidae). Ендемік Австралії. Це єдиний представник монотипового роду Короткодзьобий ріроріро (Smicrornis).

## Таксономія
Короткодзьобий ріроріро був описаний в 1838 році британським орнітологом Джоном Гульдом. Вид отримав біномінальну назву Psilopus brevirostris. Птах спочатку вважався представником роду Ріроріро (Gerygone), однак в 1843 році Джон Гульд виділив його в окремий монотиповий рід Короткодзьобий ріроріро (Smicrornis).

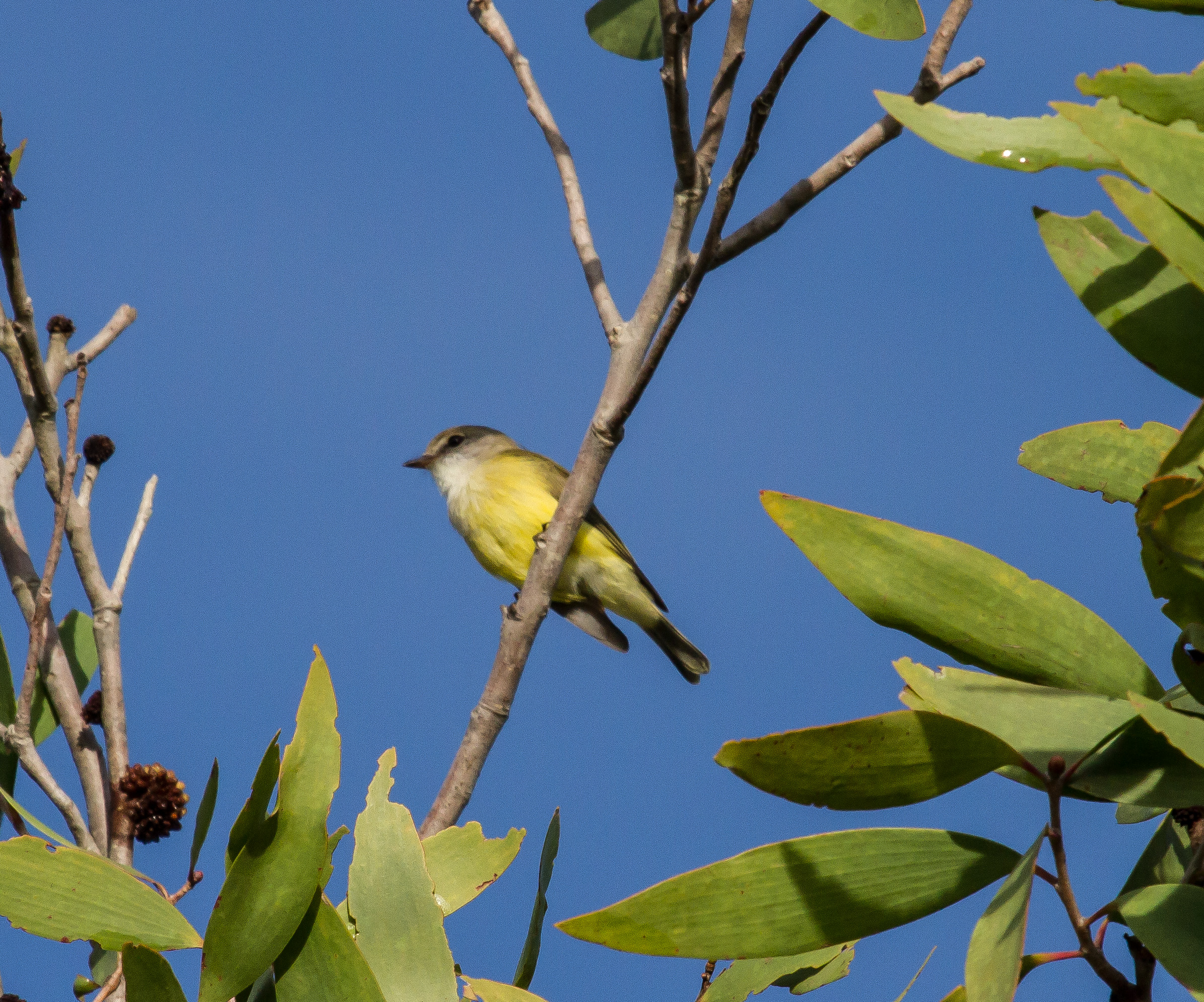
Короткодзьобий ріроріро (підвид S. b. flavescens, Північна Територія)

### Підвиди
Виділяють чотири підвиди:
- S. b. flavescens Gould, 1843 (від півночі штату Західної Австралії до заходу штату Квінсленд (включно з півостровом Кейп-Йорк, на південь до Великої Піщаної пустелі і пустелі Сіпсона);
- S. b. brevirostris (Gould, 1838) (схід Австралії (від центрального і східного Квінсленду на південь до Вікторії і на південний схід до Південної Австралії);
- S. b. occidentalis Bonaparte, 1850 (південний захід Західної Австралії);
- S. b. ochrogaster Schodde & Mason, IJ, 1999 (західна і центральна Західна Австралія (на південь від Пілбари).

## Опис
Короткодзьобий ріроріро —  це найменший птах Австралії. Його довжина становить 8-9 см, вага 6 г, розмах крил 15 см. Виду не притаманний статевий диморфізм, однак забарвлення підвидів може відрізнятися.
Верхня частина тіла оливково-коричнювато сіра, груди і живіт жовтувато-сірі. Над очима блідо-кремові "брови". Горло сіре, іноді смугасте. Махові пера на крилах блідо-коричневі. Дзьоб короткий, світло-сірий, у молодих птахів дзьоб яскраво-жовтий. Лапи сірі.
Забарвлення підвидів S. b. occidentalis і S. b. brevirostris має світло-коричневий відтінок, підвиду S. b. occidentalis — сірий, підвиду S. b. flavescens — жовтий і загалом світліший. Крім того, північноавстралійські птахи менші за південноавстралійських.

## Поширення і екологія
Короткодзьобі ріроріро є ендеміками Австралії. Вони мешкають майже по всій території, крім Тасманії, і деяких районів Західної і Центральної Австралії. Це осілий птах по всьому ареалу. Цей вид птахів мешкає у відкритих, сухих евкаліптових лісах і маллі. Короткодзьобий ріроріро живе і харчується в кронах дерев.

## Раціон
Короткодзьобий ріроріро харчується безхребетними, личинками, іноді насінням. Шукає їжу в парах або невеликих зграйках до 8 птахів.

## Розмноження
Сезон розмноження залежить від широти і кліматичних умов. Фактично розмноження може відбуватись впродовж всього року. Гніздо куполоподібної форми, розміщується в густій кроні дерева. В кладці 2-4 яйця. Інкубаційний період триває 10-12 днів.  Цей вид є жертвою гніздового паразитизму з боку рудохвостих дідриків.